# Deep Stall

Oben: Normalflug; Unten: „Deep Stall“ – Höhenleitwerk im Windschatten

Deep Stall (deutsch: tiefer Abriss, „tief“ im Sinne von „weitgehend“), selten auch als Super Stall bezeichnet, ist ein sehr kritischer Flugzustand eines Flugzeugs, der auftritt, wenn bei einem Strömungsabriss (engl. stall) an den Tragflächen auch das Höhenruder nicht mehr angeströmt wird, da es im Windschatten der Tragflächen liegt, und deswegen auch nicht mehr zur Änderung der Fluglage beitragen kann. 
Im Unterschied zum „normalen“ Überziehen lässt sich ein Deep Stall nicht mehr mit Steuerungsmaßnahmen des Leitwerks oder der Querruder ausleiten. Er führt zum weitgehenden Kontrollverlust und praktisch immer zum Absturz des Flugzeuges.
Betroffen von diesem Effekt sind prinzipiell Flugzeuge mit einem T-Leitwerk, bei denen das Höhenruder höher liegt als die Tragflächen. Zur Vermeidung eines Deep Stall wurden sogenannte Stick Pusher eingeführt: Automatiken, die die Steuersäule nach vorne drücken, sobald der Anstellwinkel einen Grenzwert erreicht. Praktisch alle frühen Passagierflugzeuge mit einem T-Leitwerk waren von dem Effekt betroffen oder mussten entsprechend umkonstruiert werden, so die BAC 1-11, Douglas DC9, McDonnell Douglas MD80 Serie und die Iljuschin Il-62.

## Vorkommen von Deep Stalls
Auf folgenden Flügen kam es zum Deep Stall und daraufhin zum Unfall:
- British-European-Airways-Flug 548
- Flugunfall der Hawker Siddeley Trident G-ARPY
- British-Aircraft-Corporation-Flug 53
- Flugunfall einer HFB 320 Hansa Jet bei Madrid
- Bombardier-Aerospace-Flug 388
- West-Caribbean-Airways-Flug 708